# Gad Elmaleh
Gad Elmaleh (* 19. dubna 1971, Casablanca) je francouzský herec, komik a režisér. Původem je sefardský Žid z Maroka.

## Filmografie

### Herec

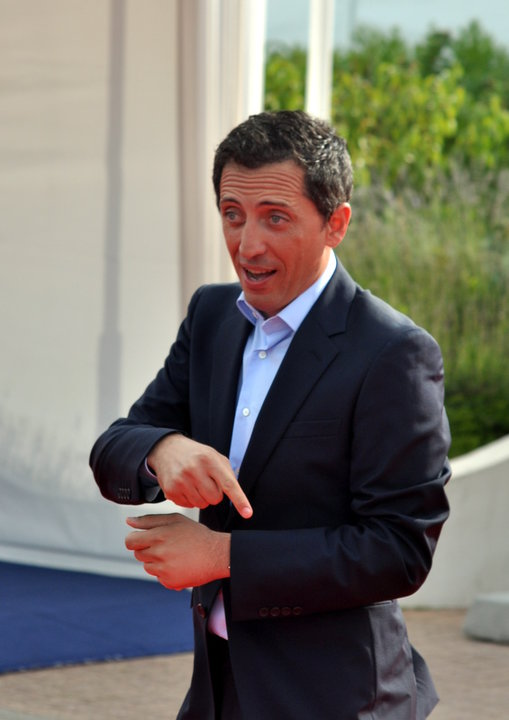
Gad Elmaleh na filmovém festivalu Deauville v roce 2010

#### Filmy
- 1996: Salut cousin!: Allilou
- 1996: Les Sœurs Hamlet: Malo
- 1996: XXL: Sammy
- 1997: Vive la République!: Yannick / Antoine
- 1998: Vlak života: Manzatou
- 1998: Muž je žena jako každá jiná: David Applebaum
- 1999: On fait comme on a dit: Terry
- 2000: Druhá tvář: Lionel
- 2001: Přece bych ti nelhal!: Dov Mimran
- 2001: A+ Pollux: Halvard Sanz
- 2001: Ráj na zemi: Jimmy
- 2001: Asterix a Obelix: Mise Kleopatra: chodec
- 2003: La Beuze: specialista
- 2003: Chouchou - miláček Paříže: Chouchou
- 2003: Les Clefs de bagnole: sám sebe
- 2004: Les 11 commandements: sám sebe
- 2004: Olé!: Ramon Holgado
- 2004: Bab el web: Apparition
- 2005: Dablér: François Pignon
- 2006: Nejsem na prodej: Jean
- 2007: Comme ton père: Félix
- 2009: Coco: Coco
- 2010: Odsun: Schmuel Weismann
- 2011: Půlnoc v Paříži: detektiv Tisserant
- 2011: Tintinova dobrodružství: Omar Ben Salaad
- 2012: Diktátor: utlačovaný demonstrující
- 2012: Jack a Jill: kuchař pro Al Pacina
- 2012: Un bonheur n'arrive jamais seul: Sacha
- 2012: Les Seigneurs: Rayane Ziani
- 2012: Kapitál: Marc Tourneuil
- 2013: Pěna dní: Chick
- 2016: Pařba v Pattayi: Maročan
- 2016: L'Orchestre de minuit: rabín Mosche
- 2017: Loue-moi !: profesor

#### Krátkometrážní
- 1994: Manivelle, režie a Daniel Cattan
- 1999: Les Petits Souliers, režie Olivier Nakache a Éric Toledano
- 1999: Clown, režie Alexandre Ciolek
- 1999: De source sûre, režie Laurent Tirard
- 1999: Trait d’union, režie Bruno Garcia
- 2000: Dieu, que la nature est bien faite!, režie Sophie Lellouche
- 2013: Vítejte v Číně, režie Olivier Ayache-Vidal

#### Televize
- 1999: À bicyclette
- 2008: L'autre c'est moi
- 2010: 2H de rire avec Gad Elmaleh
- 2010: Made in Jamel
- 2010:  Papa est en haut
- 2011: Téléthon 2011
- 2011: Zak
- 2011: Marrakech du rire 2011
- 2011: Papa est en haut
- 2012: Marrakech du rire 2012
- 2013: Vendredi, tout est permis avec Arthur
- 2013: La télé commande
- 2019: Superhvězda z Francie

#### Dabing
- 2000: Dr. Dolittle 2: Archie
- 2007: Pan Včelka: Barry B. Benson
- 2010: Já, padouch: Gru
- 2011: Příšerka v Paříži: Raoul
- 2011: Tintinova dobrodružství: Omar Ben Salaad
- 2013: Já, padouch 2: Gru

### Režie a scénář
- 2002: Chouchou - miláček Paříže (scénář)
- 2009: Coco (režie a scénář)

## Divadlo
- 1997: Décalages au Palais des glaces
- 1998: Tout contre
- 2001: La Vie normale
- 2005: L'Autre c'est moi
- 2010: Papa est en haut
- 2013: Sans tambour

## Ocenění a nominace

### Ocenění
- Cena společnosti autorů, skladatelů a hudebních editorů (SACD) 2004: nejlepší one-man-show
- Cena SACD 2006: nejlepší one-man-show
- Globes de Cristal 2006: nejlepší one-man-show pro La Vie normale
- NRJ Ciné Awards 2007: nejlepší polibek, za film Nejsem na prodej s Audrey Tautou
- Cena Felix 2010: frankofonní umělec, který se nejvíce projevoval v Quebecu
- Globes de Cristal 2014: nejlepší one-man-show, za Sans tambour.

### Nominace
- César 2004: nominace na Césara pro nejlepšího herce, za film Chouchou - miláček Paříže
- Brutus du cinéma 2010: nominace pro nejlepšího režiséra, za film Coco (2009)
- Gérard du Cinéma 2011: nominace pro nejlepšího herce, za film Odsun (2010)